# APTX
APTX (англ. Aprataxin) – білок, який кодується однойменним геном, розташованим у людей на короткому плечі 9-ї хромосоми. Довжина поліпептидного ланцюга білка становить 356 амінокислот, а молекулярна маса — 40 740.
| 10         |  | 20         |  | 30         |  | 40         |  | 50         |
| ---------- |  | ---------- |  | ---------- |  | ---------- |  | ---------- |
| MSNVNLSVSD |  | FWRVMMRVCW |  | LVRQDSRHQR |  | IRLPHLEAVV |  | IGRGPETKIT |
| DKKCSRQQVQ |  | LKAECNKGYV |  | KVKQVGVNPT |  | SIDSVVIGKD |  | QEVKLQPGQV |
| LHMVNELYPY |  | IVEFEEEAKN |  | PGLETHRKRK |  | RSGNSDSIER |  | DAAQEAEAGT |
| GLEPGSNSGQ |  | CSVPLKKGKD |  | APIKKESLGH |  | WSQGLKISMQ |  | DPKMQVYKDE |
| QVVVIKDKYP |  | KARYHWLVLP |  | WTSISSLKAV |  | AREHLELLKH |  | MHTVGEKVIV |
| DFAGSSKLRF |  | RLGYHAIPSM |  | SHVHLHVISQ |  | DFDSPCLKNK |  | KHWNSFNTEY |
| FLESQAVIEM |  | VQEAGRVTVR |  | DGMPELLKLP |  | LRCHECQQLL |  | PSIPQLKEHL |
| RKHWTQ     |  |            |  |            |  |            |  |            |

A: Аланін

C: Цистеїн

D: Аспарагінова кислота

E: Глутамінова кислота

F: Фенілаланін

G: Гліцин

H: Гістидин

I: Ізолейцин

K: Лізин

L: Лейцин

M: Метіонін

N: Аспарагін

P: Пролін

Q: Глутамін

R: Аргінін

S: Серин

T: Треонін

V: Валін

W: Триптофан

Кодований геном білок за функціями належить до гідролаз, фосфопротеїнів. 
Задіяний у таких біологічних процесах, як пошкодження ДНК, репарація ДНК, альтернативний сплайсинг. 
Білок має сайт для зв'язування з іонами металів, іоном цинку, ДНК. 
Локалізований у цитоплазмі, ядрі.